# Onosma giganteum
Onosma giganteum är en strävbladig växtart som beskrevs av Jean-Baptiste de Lamarck. Onosma giganteum ingår i släktet Onosma och familjen strävbladiga växter. Inga underarter finns listade i Catalogue of Life.